# Olesie
Olesie – część miasta Dobrzyca, w województwie wielkopolskim, w powiecie pleszewskim, w gminie Dobrzyca. Położone jest ok. 1,5 km. na północny zachód od centrum Dobrzycy.